# Великий Вистороп
Вели́кий Вистороп —  село в Україні, у Лебединській міській громаді Сумського району Сумської області. Населення становить 982 осіб. До 2020 орган місцевого самоврядування — Великовисторопська сільська рада.

## Географія
Село Великий Вистороп знаходиться на березі річки Легань, вище за течією примикає село Супруни, за 1 км - зняте з обліку 1988 року Молочне, нижче за течією на відстані 5 км розташоване село Переліски. До села примикає великий лісовий масив (сосна).
В околицях села знаходяться гідрологічні заказники місцевого значення Галине болото та Перелісківський.

## Історія
За даними на 1864 рік у власницькому селі Лебединського повіту Харківської губернії, мешкало 1831 особа (897 чоловічої статі та 934 — жіночої), налічувалось 175 дворових господарств.
Станом на 1914 рік село було центром окремої, Великовисторопської волості, кількість мешканців зросла до 3668 осіб.
В 1988 року з обліку було знято села Грядки та Молочне, а в 2000 року з обліку було зняте село Гатка. (Докладніше: Адміністративний устрій Лебединського району)
12 червня 2020 року, відповідно до Розпорядження Кабінету Міністрів України № 723-р «Про визначення адміністративних центрів та затвердження територій територіальних громад Сумської області», увійшло до складу Лебединської міської територіальної громади.
19 липня 2020 року, після ліквідації Лебединського району, село увійшло до Сумського району.

## Економіка
- «Довіра», ТОВ.
- «Великий Вистороп», ПП.

## Об'єкти соціальної сфери
- Дитячий садок.
- Школа I-II ст.

## Релігія
- Церква Параскеви П'ятниці, побудована у 1780 році.

## Пам'ятки
- Галине болото — гідрологічний заказник місцевого значення.
- Перелісківський — гідрологічний заказник місцевого значення.

## Відомі люди
- Гриценко Віктор Андрійович — український військовик, учасник російсько-української війни[5].
- Коробейник Василь Геннадійович (1997—2022) — сержант збройних сил України, учасник російсько-української війни.
- Кліценко Григорій Тимофійович (1923—2002) — науковець-зоотехнік, педагог, доктор сільськогосподарських наук.
- Лепетюха Василь Васильович (1960—2014) — український військовик, молодший сержант Збройних сил України, учасник російсько-української війни[6][7].
- Шумаков Валентин Володимирович (1940—2013) — художник, майстер декоративно-прикладного мистецтва.